# 新克罗文化

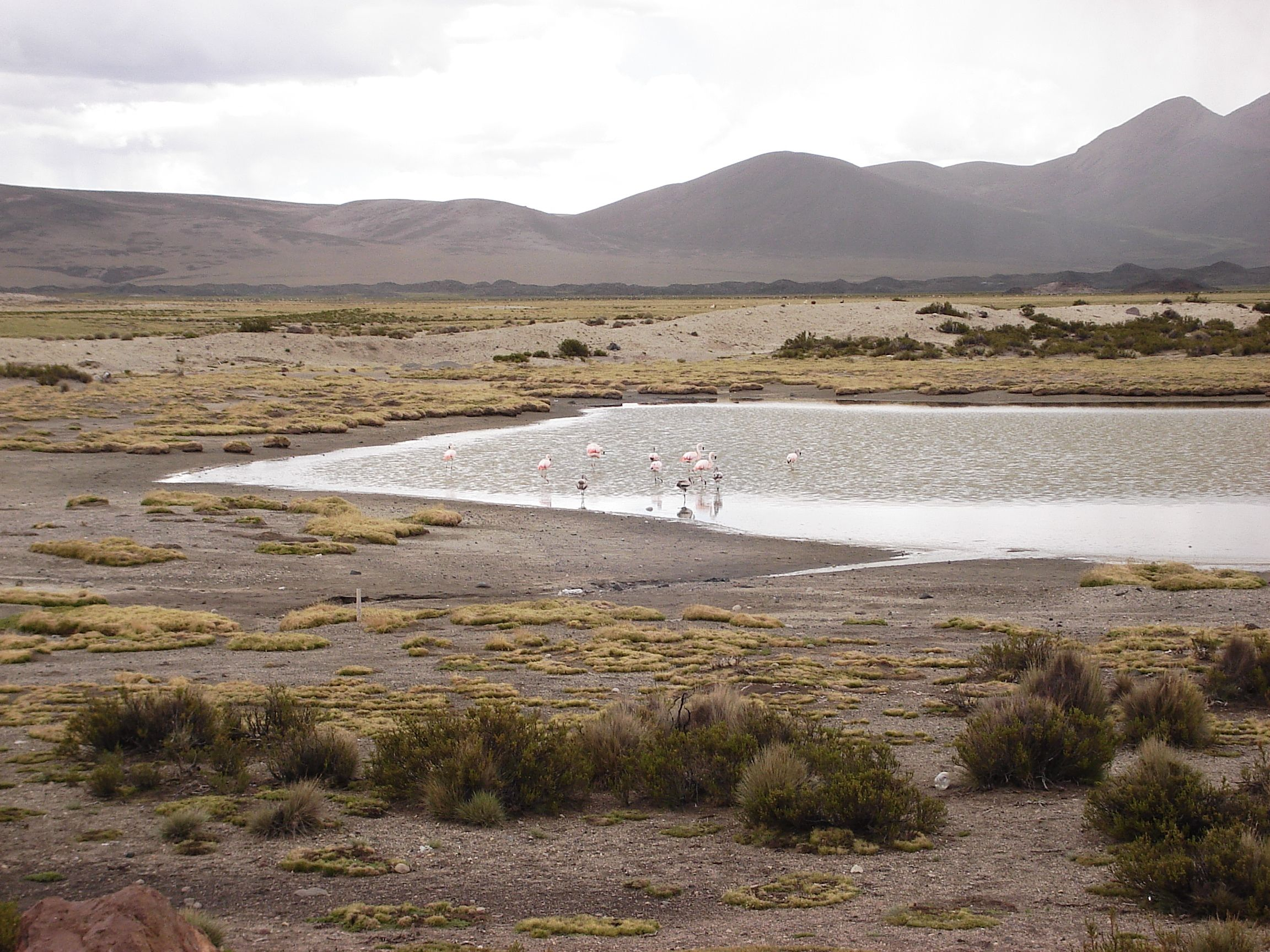
智利阿里卡的景观。

南美洲的新克罗文化是从公元前7000年到公元前1500年的一种前陶瓷文化。新克罗文化的人们是居住在智利北部和秘鲁南部的太平洋沿岸的定居渔民。沿海干旱地区存在淡水，促进了这一地区的人类定居。新克罗文化以其木乃伊和丧葬习俗而闻名。新克罗文化在前2000年开始受到安第斯高原的影响，农业开始普及。再之后，开始受到蒂亚瓦纳科帝国的影响。

## 词源
新克罗文化以新克罗海滩（西班牙語：Playa Chinchorro）命名，在智利阿里卡附近发现了最早的木乃伊。

## 分布
这种文化遍布阿塔卡马沙漠的干旱沿海地区， 从从秘鲁南部的伊洛，到智利北部的安托法加斯塔。 但是新克罗的文化核心似乎是智利的阿里卡-卡马罗内斯地区，它位于沿海城镇阿里卡和南部的卡莱塔卡马罗内斯（Caleta Camarones）之间。阿里卡和卡莱塔卡马罗内斯周围有许多考古遗址。

## 概况
新克罗是专职的渔民。他们发明了一广泛且复杂的渔具组合。 人们有高效的渔具，如用贝壳和仙人掌制成的鱼钩、数公斤重的渔网等。他们熟练编织篮子和垫子。
虽然大多数新克罗遗址位于海岸，但也有一些位于内陆和附近的高地。他们主要依靠鱼，贝类和海洋哺乳动物维持生活。一些大的海岸中的贝冢已被挖掘。木乃伊的头发和人体骨骼分析表明，他们约90％的食物资源来自海上，其余10％的食物来自陆地动植物。
新克罗文化的代表遗址位于智利的阿里卡，是20世纪初，德国考古学家Max Uhle发现的。
在这条海岸沿线上，有许多更早期的考古遗址。如在秘鲁，克布拉达·塔卡瓦伊（Quebrada Tacahuay）和克布拉达·哈瓜伊（Quebrada Jaguay）已经由考古学家研究过。再往南，还有环形遗址（Ring site）和克布拉达·洛斯·布罗斯（Quebrada Los Burros）。这些大都是晚更新世和全新世早期(公元前11000—9000年)。智利的内陆地区也有阿查斯和智利拉斯孔查斯遗址。
克布拉达·哈瓜伊是最北端、最古老的遗址，可追溯到公元前11,000年。克布拉达·塔卡瓦伊靠南一点，也更晚一点。一些学者认为，新克罗文化就是从这些早期的定居点发展起来的，尽管细节仍有些争议。阿查斯遗址是最早的新克罗木乃伊被发现的地方。
在这里，还必须提到蒙特贝尔德（Monte Verde）这个也靠近智利海岸线的著名遗址。最近，蒙特贝尔德已被重新定为公元前16,500年。

## 新克罗木乃伊

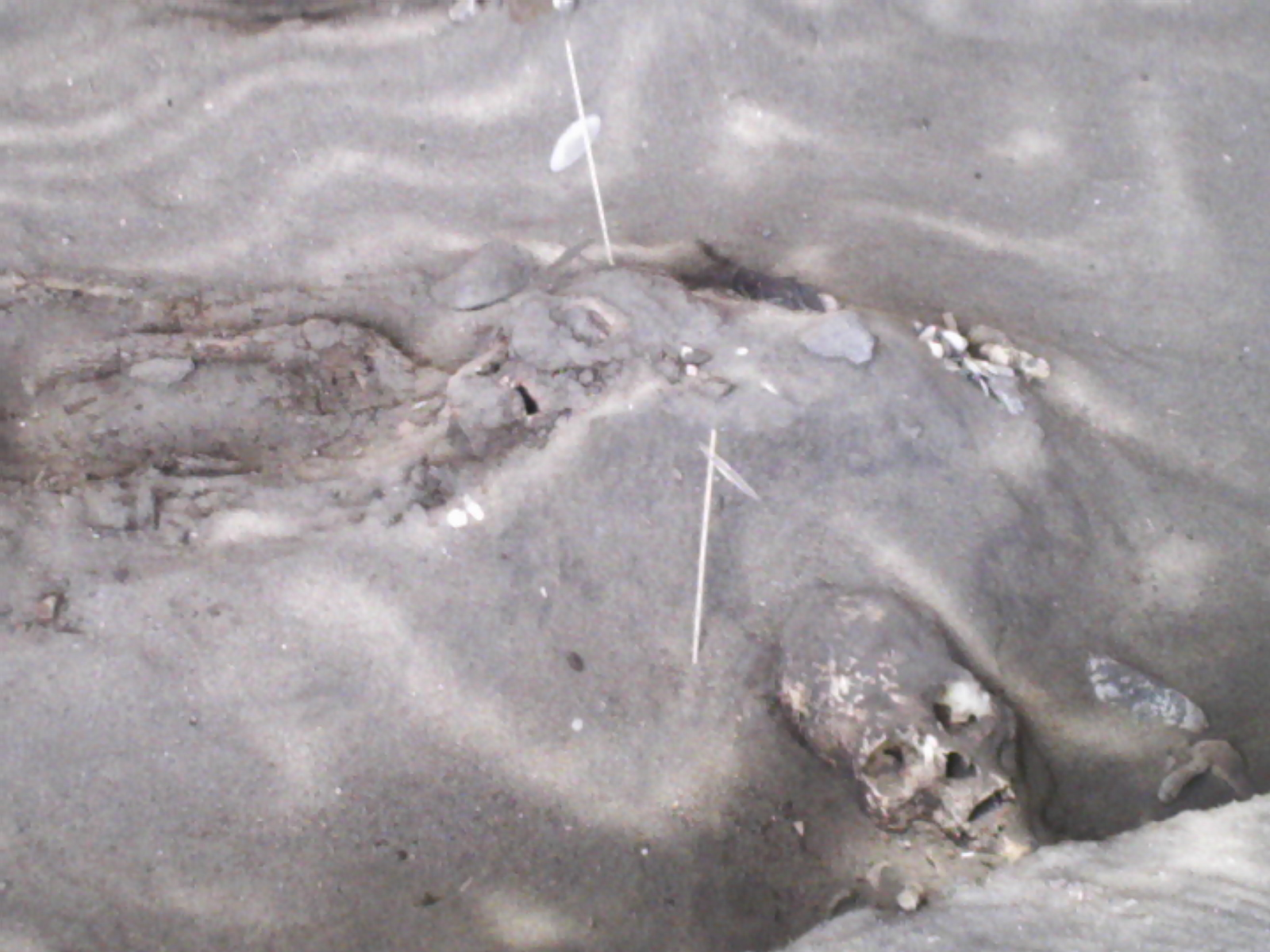
智利阿里卡典型遗址的新克罗木乃伊

新克罗木乃伊可以追溯到距今9000年，也就是公元前7000年。新克罗木乃伊比古埃及的古老得多。他们的一些DNA被找回了。这个文化持续了几千年，在这个时期进化和适应。Chinchorro文化的结束被定在距今3500年前。
贝尔纳多·阿里亚萨（Bernardo Arriaza）博士是一位智利体质人类学家，他对我们目前关于新克罗的知识做出了很大的贡献。1984年，他在“Chungara”杂志上发表了一篇研究报告。后来，在1994年，他发表的新克罗木乃伊的分类，被今天学界广泛使用。1995年，他为国家地理撰写了一篇关于新克罗木乃伊的重要文章，被翻译成数种语言，以帮助在国际上的了解古代木乃伊。他的著作《Beyond Death: The Chinchorro Mummies of Ancient Chile》由史密森尼学会出版社在华盛顿出版。这部作品后来被翻译成西班牙文，由智利大学和编辑大学（Editorial Universitaria）出版社在智利出版。

## 最早的纹身
一个新克罗男性木乃伊，有在美洲发现的最早的纹身。他的上唇上方纹有胡须般的虚线，约是公元前2300年的。

## 之后的发展

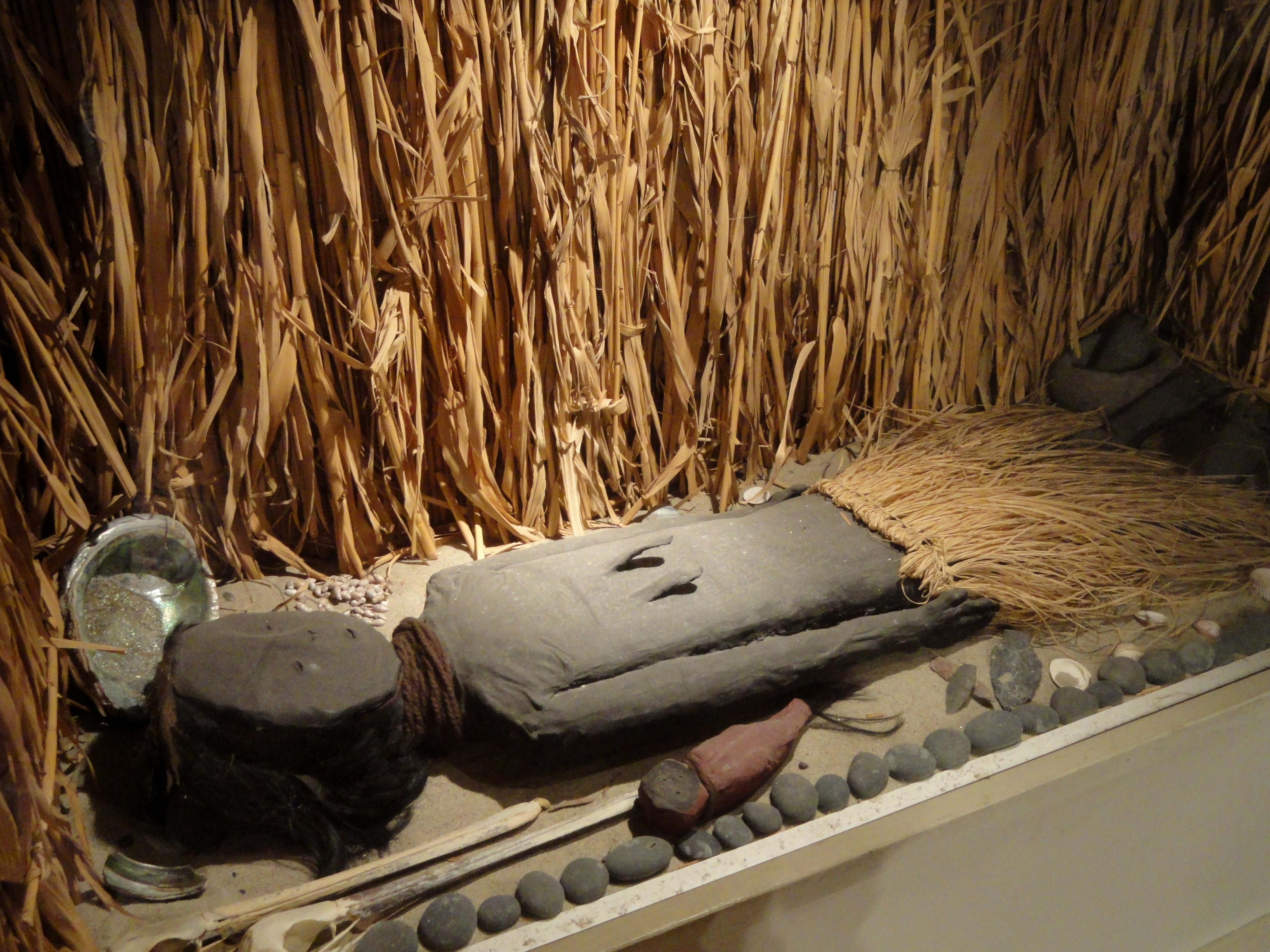
新克羅木乃伊，秘魯南海岸或智利北海岸，公元前 5000-2000 年 - 聖地亞哥人類博物館

阿萨帕（Azapa）阶段(距今4,000‐2,500年)是当地新克罗阶段结束到上拉米雷斯（Alto Ramírez）阶段开始的过渡阶段。这些变化发生在海岸附近的阿萨帕河谷（Azapa Valley）。大约距今4000年前的时候，高原移民给阿萨帕河谷的居民带来的一些文化变化。 这些影响导致了约距今3000年前的农业和陶器制作。这些后来的人不在制作木乃伊。
一些考古学家研究了智利北部安第斯早期文化的影响。特别是可能与这里有关的，来自Wankarani文化，和的的喀喀湖地区早期的Pukara文化的影响。在过渡阶段，新克罗文化可能与沿海的安第斯文化并存。

## 另请参阅
- Coastal migration
- Jon M. Erlandson
- Prehispanic history of Chile

## 引用
1. ↑  "Making the Dead Beautiful: Mummies as Art" （页面存档备份，存于） Archaeology Magazine
2. ↑  K. Kris Hirst, Chinchorro Culture （页面存档备份，存于） – Introduction – archaeology.about.com
3. ↑  Bernardo Arriaza, Chile’s Chinchorro Mummies （页面存档备份，存于） nationalgeographic.com 1995
4. ↑  Arriaza, Bernardo T.; Standen, Vivien G.; Cassman, Vicki; Santoro, Calogero M. : 45–58. 2008. doi:10.1007/978-0-387-74907-5_3.
5. ↑  Dillehay, Tom D.; Ocampo, Carlos. . PLOS ONE. 2015-11-18, 10: e0141923. doi:10.1371/journal.pone.0141923.
6. ↑   (PDF).   [2018-02-08]. （原始内容存档 (PDF)于2016-10-16）.
7. ↑  .   [2016-07-23]. （原始内容存档于2016年7月25日）.
8. ↑  Smith, Maria O. . The Quarterly Review of Biology. 1996-12-01, 71 (4): 557. ISSN 0033-5770. doi:10.1086/419559.
9. ↑  Arriaza, Bernardo.  (PDF). Chungara. 1988, 21: 9–32  [2018-02-08]. （原始内容存档 (PDF)于2018-05-06）.
10. ↑  Deter-Wolf, Aaron; Robitaille, Benoît; Krutak, Lars; Galliot, Sébastien. . Journal of Archaeological Science:Reports. February 2016, 5: 19–24. doi:10.1016/j.jasrep.2015.11.007.
11. ↑  Bianca Petruzzelli (2012), Stable Carbon and Nitrogen Isotopic Analysis of Skeletal Remains from Azapa 71 and Pica-8, Northern Chile: An Assessment of Human Diet and Landscape Use in the Late Holocene. （页面存档备份，存于） M.A. Thesis, flinders.edu.au
12. ↑  Carlos A. Baied, Review of: Historias del Desierto: Arqueología del Norte de Chile, by Mario Rivera, Editorial del Norte, 2002, pp. 238, La Serena. （页面存档备份，存于） Volumen 39, N° 1, 2007. Páginas 135–136 Chungara, Revista de Antropología Chilena